# Troïlus et Cressida
Pour les articles homonymes, voir Troïlus (homonymie).
L'Histoire de Troïlus et Cressida est une pièce de théâtre de William Shakespeare, écrite certainement vers 1602. Le texte fait cependant référence à des concepts que Shakespeare n'a pu connaître qu'en 1608.
Cette pièce qui suit immédiatement la rédaction d'Hamlet, a été publiée dans deux éditions différentes, toutes deux en 1609. On ne sait pas si elle a jamais été jouée à l'époque de Shakespeare parce que les deux éditions se contredisent sur ce point. L'une annonce à la page de titre que la pièce a été récemment jouée sur scène, l'autre déclare dans sa préface que c'est une nouvelle pièce jamais mise en scène.
Pendant la guerre de Troie, un  fils de Priam, Troïlus, tombe amoureux de Cressida, la fille du prêtre Calchas passé au parti des Grecs. Cressida cache son amour, mais finit par céder au jeune Troïlus, poussée par son oncle Pandare, qui sert d'entremetteur. Le conseil de Troie demande à Troïlus de rendre Cressida à son père en échange d’un prisonnier troyen, Anténor. Après des protestations de fidélité de part et d'autre, Cressida se révèle infidèle, et offre à un Grec, Diomède, la manche que Troïlus lui avait donnée en gage. Le Ve acte montre en accéléré l'engagement fatal à Patrocle, puis aussitôt à Hector. Achille est montré sous un jour peu favorable (il fait massacrer Hector désarmé par ses Myrmidons).

## Personnages
- Les Troyens :
  - Priam, roi de Troie
  - Hector, Troïlus, Pâris, Déiphobe et Hélénus, fils de Priam
  - Margaréton, fils naturel de Priam
  - Andromaque, épouse d'Hector
  - Cassandre, fille de Priam, prophétesse
  - Énée et Anténor, chefs troyens
  - Calchas, prêtre troyen du parti des Grecs
  - Cressida, fille de Calchas
  - Pandare, oncle de Cressida
  - Alexandre, valet de Cressida
  - un valet de Troïlus
  - un valet de Pâris

- Les Grecs :
  - Agamemnon, général des Grecs
  - Achille, Ajax, Diomède, Nestor et Ulysse, princes grecs
  - Ménélas, roi de Sparte, frère d'Agamemnon
  - Hélène, épouse de Ménélas, enlevée par Pâris
  - Thersite, soldat difforme et lâche
  - Patrocle, ami d'Achille
  - un valet de Diomède

- Soldats grecs et troyens

## Postérité
Angelica Kauffmann a représenté Diomède et Cressida (acte V, scène II) dans un tableau de 1789 conservé à Petworth House dans le Sussex de l'Ouest.

## Sources
- Michael Edwards, Shakespeare : le poète au théâtre, Paris, Fayard, 2009, p. 123-156.